# Parafia Świętych Kosmy i Damiana w Męcinie Wielkiej
Parafia Świętych Kosmy i Damiana w Męcinie Wielkiej − parafia rzymskokatolicka z siedzibą w Męcinie Wielkiej, znajdująca się w diecezji rzeszowskiej w dekanacie gorlickim. Parafię erygowano w 1951 roku.

## Historia
Męcina Wielka została założona w 1377 r. za zezwoleniem Kazimierza Wielkiego. Parafia rzymskokatolicka w miejscowości powstała ok. 1377 r. Koniec XV w. przyniósł Męcinie Wielkiej różne klęski. W 1474 r. był najazd Macieja Korwina (króla węgierskiego), wówczas miał spłonąć kościół. W latach 1488–1496 wystąpiła zaraza, która zdziesiątkowała ludność. Rok 1498 przyniósł jeden z najkrwawszych najazdów tatarskich. Wieś została spalona, a ludność wymordowana. Nieliczne ostałe się rodziny przeniosły się do Lipinek, zabierając ze sobą figurę Matki Bożej z Dzieciątkiem, czczoną w Męcinie od 150 lat. Figura obecnie otoczona jest kultem, zwana Matką Bożą Lipińską (sanktuarium Matki Bożej Wniebowziętej w Lipinkach), koronowana w 1980 r. przez bpa tarnowskiego Jerzego Ablewicza.
W XVI w. wieś zasiedlono przez nowych osadników − Łemków. W 1546 r. król Zygmunt Stary uposażył parafię prawosławną, która następnie jako greckokatolicka istniała we wsi do 1947 r.
W 1951 r. bp tarnowski Jan Stepa ponownie erygował parafię rzymskokatolicką (w Męcinie Wielkiej) pw. świętych Kosmy i Damiana. 
Obecna świątynia parafialna (dawna cerkiew) została wzniesiona w 1807 roku, remontowana w 1900 oraz w 1930 roku. Cerkiew trójdzielna z trójbocznie zamkniętym prezbiterium. Od północy budynku znajduje się zakrystia. Świątynia jest drewniana, cała szalowana gontem. Wnętrze świątyni pokrywa polichromia wykonana w 1930 przez Ilię Decika z Sambora.
Parafia administracyjnie należała do diecezji tarnowskiej, od 25.03.1992 r. parafia włączona została do (powstałej) diecezji rzeszowskiej.

## Zasięg parafii
Do parafii należą wierni z miejscowości: Męcina Wielka, Męcina Mała oraz Wapienne. W Męcinie Małej jest kościół filialny pw. św. Sebastiana (murowany, zbudowany w 1906, powiększony 1999).

## Proboszczowie parafii
- ks. Eugeniusz Muzyka (1964−1978)[3]
- ks. Józef Bukowiec (1978−1983)[4][5]
- ks. Kazimierz Gołas (do 1991)[6]
- ks. Jan Adamczyk (15.05.1991−16.06.2024)[7]
- ks. Stanisław Kardaś (10.08.2024 − )[8]